# 목표설정이론
목표 설정 이론(영어: goal setting theory)은 Edwin A. Locke에 의해 시작된 동기 이론으로, 인간이 합리적으로 행동한다는 기본적인 가정에 기초하여, 개인이 의식적으로 얻으려고 설정한 목표가 동기와 행동에 영향을 미친다는 이론이다. 목표는 개인이 의식적으로 얻고자 하는 사물이나 혹은 상태를 말하며, 장래 어떤 시점에 달성하려고 시도하는 것이다. 즉 성과와 관련된 작업행동의 가장 직접적인 선행조건으로 목표를 들고 있다. 목표는 개인이 달성하려고 시도하는 것으로서 행위의 목적, 또는 계획이며 뜻이 있어 그 개념은 목적, 의도와 비슷하다. 이러한 의식적인 생각이 사람의 행동을 조절하기 때문에, 목표를 설정하는 것은 동기와 수행 모두에서 효과적인 것으로 알려졌다. 목표가 동기의 기초를 제공하며, 행동의 지표가 되기 때문에 설정된 목표는 관심과 행동의 지표를 제공하며, 노력을 동원하고, 노력을 지속케 하며, 목표달성을 위한 관련전략을 개발하도록 개인의 동기를 유발시켜 개인의 활동을 직접 조절하는 동기를 갖는다. 목표를 어떻게 설정하는 것이 좋은가에 대한 다양한 연구가 진행되었고, 목표 구체성이나 목표 난이도 등의 연구 결과가 보고되었다.

## 전개 및 발전
목표설정이론은 Edwin A. Locke에 의해서 제시된 이후 현재에 이르기까지 동기이론 중 가장 많이 연구되었으며 가장 타당성이 있는 것으로 밝혀진 이론으로 다른 동기이론과는 달리 오늘날에도 지속적으로 연구 논문이 발표되고 있다. Locke가 주장한 목표 설정 이론은 인간 행동이 본능과 욕구에 따라 가장 쾌락적인 방향으로 동기화된다는 기존 이론들을 비판하면서 시작되었다. Locke는 1960년대 중반에 목표설정이론을 전개하기 시작했고 30년 동안 연구를 해왔다. Locke는 그때부터 목표가 인간의 행동에 미치는 영향을 연구하기 시작했다. 그는 1960년대에 자신의 목표설정이론을 발전시키고 재정의 해나갔고, 이때 이 주제에 대해 처음으로 글을 썼고 이 글은 확실한 목표(clearly identified goals)와 행동(performance) 간의 긍정적인 연관성을 보여주었다. Locke는 그렇게 인간 행동이 목표 혹은 의도(intention)에 의해 결정된다고 주장했다.
1950년대에는 미국에서 처음으로 목표 관리(management by objectives; MBO)를 도입했고, 드러커(Drucker) 등을 통해 이에 관한 실무적 측면에서 다양한 연구가 진행되었다. 1960년대에 목표 관리와 목표 설정에 관한 논의가 학문적인 인기를 끌면서, Locke가 중심이 되어 목표 설정 이론을 정리했다. 목표 설정 이론은 Locke에 의해 제시된 이후 현재에 이르기까지 여러 동기 이론 중 가장 많이 연구되었으며 가장 타당성이 있는 것으로 인정받고 있다.

## 목표설정이론

### 목표의 정의
목표란 획득하기를 바라는 상태로서 개인이나 조직이 장래의 어떤 시점에서 도달하고자 하는 상태를 말하며 로크(F.A.Locke)와 랜담(G.P.Latham) (1990)이 말한 목표의 중요한 기능은 다음과 같다.: 목표는 동기의 기초이며 특정한 방향으로 행동을 이끈다. 목표는 개인이 일에 얼마나 많은 노력을 기울여야 하는지를 결정하기 위한 지침을 제공한다. 목표는 의도적인 행동이며 과업수행에 영향을 미치며 또한 평가기준을 제시한다. 따라서 목표가 설정되면, 이 목표가  조직구성원의 행동이나 동기에 영향을 미치게 된다.
R. M. Steers는 설정된 목표가 다음과 같은 다섯가지 기능을 수행한다고 주장한다.:
1. 설정된 목표는 행동이나 생각의 방향을 제시한다.
2. 목표는 조직이나 개인의 실적을 평가하는 표준이 될 수 있다.
3. 목표는 목표 추구에 필요한 활동과 자원 활용에 대한 정당성을 제공한다.
4. 목표는 조직의 측면에서 볼 때 조직의 구조 즉, 의사소통 형태, 권위나 권력관계, 지위의 배정등에 직접 영향을 미칠 수 있다.
5. 목표를 연구함으로써 다른 방법으로는 알아낼 수 없었던 조직 구성원이나 조직의 감추어진 동기, 성격 및 행동 등에 대한 통찰을 할 수 있다.

목표가 갖는 이와 같은 몇 가지 기능 때문에 개인의 과제 수행이나 조직의 효율성을 다룰 때 목표설정은 중요한 문제가 되고 있으며, 또한 목표설정은 참여적 의사결정, 유인체계, 직무설계와 더불어 이를 구체화시켜 조직에서 활용하기 위한 특수한 프로그램(목표관리, Management By Objectives, MBO)를 개발하고 실시하는데 중요한 변인이 되고 있다. 또한, 일반적으로 목표란 개념은 의식적인 측면과 비의식적인 측면의 양쪽을 모두 포함하고 있는 개념임에도 목표설정의 형태가 어떠하든 그러한 목표는 개인에게 시간과 노력의 구성을 제공한다.  개인적인 차원 이외에도 목표설정 개념은 3가지 차원으로 구분된다.
1. 개인이 달성하고자하는 행위의 목적을 조직이 일방적으로 할당한다.(Assigned goal)
2. 동료나 상사와 협의하여 결정한다.(Participative goal)
3. 개인 스스로 설정한다.(Self-set)

### 목표의 설정
로크는 목표가 실제 행위 또는 성과를 결정하는 주요 요인임을 강조하고 있으나 목표가 어떠한 속성을 가져야 하는가에 대해서는 명확한 해답을 내놓지 못하고 있다. 그 점에 대해선 Steers가 대신 6가지 과업목표의 속성을 제시하고 있다.
1. 목표의 구체성: 막연한 목표보다는 구체적인 목표가 성과를 높을 수 있는 행동을 불러일으킨다. 구체적인 목표는 모호성을 감소시켜 주고 행동방향을 명확하게 제시해 준다.
2. 목표의 곤란성: 쉬운 목표보다는 다소 어려운 목표가 동기를 더 잘 유발시킨다. 도전감은 더 큰 집중력을 자극하기 때문이다.
3. 목표설정에의 참여: 구성원들이 목표설정 과정에 직접 참여함으로써 성과가 향상될 수 있다.
4. 노력에 대한 피드백: 노력에 대하여 피드백이 주어질 때 성과가 향상될 수 있다.
5. 목표달성에 대한 동료들 간의 경쟁: 동료들간의 경쟁이 성과를 높일 수 있다. 그러나 지나친 경쟁은 오히려 해가 될 수도 있음을 주의해야 한다.
6. 목표의 수용성: 일방적으로 강요된 목표보다는 구성원이 자발적으로 수용한 목표가 더 큰 동기를 유발시킬 수 있다.

### 목표설정이론의 기본가정
목표설정이론의 적용하기 위해서는 다음과 같은 기본가정들을 전제로 한다.
1. 구체적인 목표를 설정하는 것이 추상적인 목표를 설정하는 경우나 목표를 전혀 설정하지 않은 경우보다 목표를 더 많이 성취한다.
2. 인간은 목표를 승인만 한다면 목표가 더 어려울수록 더 많은 노력을 투입하는 경향이 있다. 그러나 목표자체가 너무 어려우면 목표를 승인하지 않게 되고, 결과적으로 목표의 성취도 많이 기대할 수 없게 된다.
3. 직원이 목표를 설정하는 과정에 참여하는 것은 비록 상사의 뜻에 어긋나는 것일지라도 직원의 만족도를 증대시킬 수 있다. 그러나 참여 자체가 성취를 반드시 제고하는 것은 아니다.

### 목표설정이론의 논리
목표설정이론의 개념적 모델은 다음과 같다.
목표설정이론의 논리는 다음의 과정에 따라 적용된다.
1. 현재 상황: 상황이나 변화를 인식하는 과정.
2. 인지평가과정: 자신의 가치관과 대비하여 평가하는 과정.
3. 감성적 반응: 만족 또는 불만족한 느낌을 받는 과정.
4. 목표설정: 개선의지를 가지게 되는 과정.
5. 행동: 목표를 추구하는 과정.

## 목표설정이론의 확장
목표설정이론의 체계는 다음과 같다.:
초기의 목표설정이론의 초점은 목표의 특성이 어떠할 때 성과가 높아지는가를 이해하는데 주안점을 두었으나, 거듭되는 실증연구를 통하여 학자들이 목표의 효능에 대한 확신을 갖게 되면서 한쪽에서는 다양한 상황조건하에서 목표에 따른 성과가 어떻게 달라지는가를 연구하기 시작하였으며, 또 다른쪽에서는 목표와 인간과의 상호작용을 이해하려는 방향으로 연구가 진행되었다. 목표설정이론을 체계적으로 정리하면, 목표의 특성이나 종류가 성과에 영향을 미치는데 그 영향의 크기가 여러 가지 상황요인들의 존재 여부에 따라 달라진다.
목표설정이론의 체계의 요소들의 관계를 구체적으로 알아보기 위해 목표의 특성, 목표의 종류, 상황요인들에게 관한 상세한 내용(변수)은 다음과 같다.:
| 구분        | 변수          | 연구결과 |
| ----------- | ------------- | --- |
| 목표의 특성 | 난이도        | 성취 가능한 범위 내에서 어렵고 도전적인 목표일수록 성과가 높다.                                                             |
| 목표의 특성 | 구체성        | '최선을 다하라'는 식의 애매한 목표보다는 목표량과 기간을 제시하는 구체적인 목표일 때 성과가 높다.                           |
| 목표의 종류 | 지시된 목표   | 지시된 목표의 경우 직무수행자의 목표수용(acceptance)이 중요하다. 지시된 목표가 수용되지 않으면 성과가 높아질 수 없다.       |
| 목표의 종류 | 참여적 목표   | 상사와 부하가 토론을 통하여 공동으로 설정한 목표이다.                                                                       |
| 목표의 종류 | 자기설정 목표 | 외부의 자극(예: 경쟁자)에 의해서 스스로 설정하는 목표로서 개인이 여러 가지 목표수준들 중에서 하나를 선택하게 되는 경우이다. |
| 상황요인들  | 피드백        | 목표의 성과를 높이려면 피드백이 필수적으로 동반되어야 한다.                                                                 |
| 상황요인들  | 보상조건      | 목표 달성에 따른 적절한 보상이 주어졌을 때가 그렇지 않은 경우보다 성과가 높다.                                              |
| 상황요인들  | 직무 복잡성   | 직무 복잡성이 증가함에 따라 목표의 성과에 대한 효과가 떨어진다. 그러나 직무 복잡성에 관한 더 많은 연구가 필요하다.          |
| 상황요인들  | 능력          | 목표가 어려울수록 능력과 성과의 상관관계가 높아진다. 목표와 능력간의 상호작용이 성과에 영향을 준다.                         |
| 상황요인들  | 경쟁상황      | 경쟁은 지시된 목표의 수용도를 높여 주고 스스로 목표를 세우도록 하여 성과를 높여 준다.                                       |

목표의 특성에서는 크게 구체성과 난이도가 주요하게 성과에 영향을 미친다.
1. 목표의 난이도: 개인의 목표를 수용한다는 가정하에서 어려운 목표가 쉬운 목표보다는 많은 노력과 관심을 야기시켜 높은 수준의 성과와 관련된 자기 만족감을 유발한다.[9]
2. 목표의 구체성: 구체적이고 도전적인 목표일수록 높은 성과를 가져온다. 1968년 Locke의 목표설정이론이 처음 제시된 이후 지난 10여년간 이 분야에 관한 110개의 연구중에서 99개의 연구가 구체적이며 어려운 목표가 목표자체가 주어지지 않을 때나 모호할 때보다 더 높은 성과와 깊은 관련이 있음을 밝혔다.[10]

목표의 종류에서는 지시된 목표, 참여적 목표, 자기설정 목표가 성과에 영향을 미친다.
1. 지시된 목표: 상급자(또는 타인)가 목표의 양이나 기간을 결정하여 하급자에게 명령하는 경우를 말한다. 비민주적이지만 조직경영에 있어서 사실상 가장 많이 쓰이는 방법이다. 통제, 관리, 권위, 하향적 커뮤니케이션, 계약상의 강제등의 개념들과 관련되며, 하급자에 의해 수용되어야 효과적이다.[11]
2. 참여적 목표: 목표가 상사에 의해 일방적으로 할당되었을 때보다 종업원이 목표설정에 참여했을 때 더 높은 목표수준을 설정하거나 목표에 대한 몰입도가 높아져서 결과적으로 과업성과를 향상시킨다.
3. 자기설정 목표: 목표와 관련된 일련의 과정에서 자신의 성취목표를 스스로 설정하는 것을 말한다. 이 목표는 외부의 자극에 영향을 받는다.

상황요인들에서는 피드백, 보상조건, 직무복잡성, 능력, 경쟁상황이 성과에 영향을 미친다.
1. 피드백: 목표설정과 관련하여 제시된 피드백은 개인의 작업성과를 향상시키는 정보적 그리고 동기부여적 기능을 가지고 있다. 정보적기능으로서의 피드백은 개인에게 작업행위에 대한 정확성, 적절성을 제공하며, 동기부여적 기능으로는 자신감, 성취감, 통제감을 제공한다.[12]이러한 피드백의 효과는 피드백이 더 높은 목표설정을 유도할 때 목표에 대한 노력과 몰입에 깊은 영향을 준다.
2. 보상조건: 주어진 목표와 관련하여 제공되는 보수나 보상수준은 성과를 향상시키는 유효한 방법이며, 목표가 설정된 상황아래서 ‘목표-결속 관계의 보상(goal-contingent pay)'은 다른 어떤 조건보다 성과에 효과를 발휘하고 있다. 또한, 보상은 개인의 목표에 대한 몰입의 정도에 영향을 미치는데, 보상의 제공이 그렇지 않은 경우보다 노력을 훨씬 많이 하려는 의지를 야기시킨다.
3. 직무복잡성: 요소의 복잡성, 조정의 복작성, 동태적 복잡성으로 세가지 차원으로 설명된다. 요소의 복잡성은 직무에 포함된 요소들의 수로 표시되며, 조정의 복잡성은 그 요소들간의 관계의 특성과 관계의 수로 측명될 수 있으며, 동태적 복잡성은 요소나 그들간의 관계의 수나 유형이 시간의 흐름에 따라 어떻게 변하는가를 나타낸다.
4. 능력: 목표가 어려워질수록 성과가 높아지지만 목표가 점점 어려워져서 능력이 그 한계에 도달하게 되면 성과의 증가율도 떨어지게 된다.
5. 경쟁상황: 경쟁상황에서는 지시된 목표의 수용도가 높아지며, 경쟁상황 자체가 개인으로 하여금 스스로 목표를 설정케 함으로써 성과를 높여준다.

## 목표설정이론의 적용
목표설정 이론은 목표의 특성, 목표의 종류, 여러 상황요인들을 고려해서 목표의 수용도를 높여주고 스스로 목표를 세우도록 하여 성과를 높이는 이론으로서, 효과적으로 적용하기 위해서는 다음과 같은 단계로 적용한다.
1. 1단계: 직원의 과거근무실적 등으로 파악 가능한 구성원의 능력, 외적 제약, 조직의 정책과 전략 등을 고려해서 각 직원에게 어렵고 구체적인 목표를 부여한다. 자신감과 능력이 있는 직원에게는 좀 더 어려운 목표를 설정해 주는 것이 성과를 높여준다.
2. 2단계: 목표의 수용도나 목표에 관한 전념도를 제고하는 단계로 목표의 중요성과 의미를 상세히 설명해 주고, 강제로 목표를 수행하도록 하지 않고 능력에 맞는 목표를 설정해 주며, 목표 달성에 대한 보상을 제공함으로써 목표를 수용하도록 유도한다. 관리자들을 대상으로 목표 추진과정을 관리하는 방식을 교육시킬 필요도 있다.
3. 3단계: 목표 달성이 필요한 능력과 기술을 확보할 수 있도록 교육훈련을 실시하고 목표 달성이 얼마나 잘되고 있는지 환류를 해 준다. 설정한 목표가 완료되었다면, 구체적인 피드백을 통하여 다음 목표설정과정에 사용한다.

## 목표설정이론의 적용단계에서의 유의점
1. 목표는 측정가능하고 계량적이어야 한다.
2. 목표는 구체적이어야 한다.
3. 목표는 기대되는 결과를 확인할 수 있어야 한다.
4. 목표는 각 관리자 또는 조직단위의 능력범위 내에 있어야 한다.
5. 목표는 현실적이고 달성 가능해야 한다.
6. 목표는 그 달성에 필요한 시간의 제한을 명확히 나타내주어야 한다.

## 목표설정이론의 최근 연구
로크의 목표설정이론에 대해 최근까지도 연구가 지속되고 있다. 최근연구의 추세는 이론적인 연구보다도 실제사례에 접목하여 이루어지고 있다. 주로 목표 난이도와 목표몰입, 목표설정방법에 대해 연구가 진행되고 있으며, 목표설정에 따른 효과를 사례검증을 통하여 연구하고 있다. 목표설정이 직무태도에 미치는 영향에 대한 연구결과를 살펴보면, 직무만족에 주안점을 두어 목표설정과 직무태도의 상관성을 분석하고 있다. 목표설정을 통한 직무만족은 조직동일시와 조직몰입으로 연결되고, 이것이 조직의 경쟁력을 높이는 연결 고리가 되어 궁극적으로는 조직의 유효성을 향상으로 이어진다는 결론을 내고 있다. 기업에서는 어떻게 해야 조직과 사람의 성과를 향상시킬 것인가에 대해서 고민을 하게 되며, 조직 내에서 링겔만 효과를 줄일 수 있는 방법에 대해 목표몰입을 중점으로 제약회사를 표본 삼아 실증분석을 했다. 참여적 목표설정이 직무태도에 미치는 영향과 참여적 목표설정이 조직몰입에 미치는 영향에 대해 연구한 결과, 제약회사 영업 및 영업관련 직원들에게 목표설정과 직무태도에 미치는 영향은 목표의 명확성과 난이도, 참여적 목표설정과 목표의 피드백이 제약회사 직원들의 직무태도를 높이는 데 영향을 미친다는 결과를 보여주고 있다. 목표의 구체성과 인센티브가 과업성과 및 노력정도에 미치는 영향에 대한 연구에선 로크의 목표설정이론에 대한 선행연구를 귀납적으로 분석해 목표의 구체성과 목표의 난이도가 성과를 좌우지하는데 큰 영향을 미치고 있다고 본다. 그에 목표가 구체적일수록 과업성과 및 노력정도에 정(+)의 영향을 미친다는 가정을 제시하고 1차, 2차실험과 설문지에 있는 조작점검항목의 체크여부에 따라 목표의 구체성을 측정하였다. 실증결과 구체적이고 도전적인 목표가 주어질 경우 목표가 주어지지 않거나 모호한 목표가 주어질 때 보다 과업을 수행함에 있어서, 더 많은 노력을 기울이고 더 높은 과업성과를 내지 않는다는 결론이 도출되었다. 이러한 결론은 연구의 표본의 크키가 상대적으로 작아 한계점을 갖기도 하지만, 반드시 구체적인 목표가 모호한 목표보다 항상 정(+)의 관계를 갖지 않는다는 사실을 보여주고 있다.

## 목표설정이론의 한계
조직에서 관리자의 목표는 조직 전체의 목표와 일치하지 않을 수 있다. 이러한 경우에서 개인의 목적은 노동 조직과 직접적인 갈등으로 작용할 수 있다. 조직과 개인간의 목표 합의 가없으면, 과업은 악화될 것이다.
목표설정은 조직행동 분야에서 가장 중요한 이론중 하나이며, 가장 널리 이용되는 분야임에도 불구하고, 연구자들은 연속적인 목표의 부정적 영향 연구에 소홀했다. 하지만 최근 연구를 통해 다음과 같은 사실들이 밝혀졌다. 행동 윤리와 목표설정에 관련된 최근 연구를 통합한 결과, 달성하기 힘든 목표는 자아조절자원을 감소시켜, 개인이 비윤리적 행동을 하게끔 유발한다.
복잡한 과업에서, 목표설정은 과업활동(performance)을 방해한다. 이러한 상황에서 개인은 과업을 수행하기 보다는, 목표를 충족시키는 것에 사로잡히게 된다.
목표 설정은 암묵적으로 학습을 억제하는 결점을 가진다. 목표설정은 탐구, 이해, 성장에 대한 개방성 없이 결과에만 집중하도록 조장한다. 이러한 목표설정에 대한 한계점의 대책으로는 학습목표 또는 수행목표를 설정하는 것이다. 그렇게 함으로써 학습은 목표 도달의 과정들 중 일부로 여겨진다.

## 경영학적 시사점
비즈니스에서 목표 설정은 사회적자원교환 참여자들에게 잠재적인 노력을 하도록 장려한다. 또한 각자가 그들의 역할에 정해진 기대를 가지고 있기 때문에, 약간의 가능성은 부적절한채 남겨지고 미미한 노력은 무시된다.
관리자들은 끊임없이 동기를 유발할 수 없다. 또한 지속적인 차원에서 직원들의 일을 파악하고 있기는 힘들다. 목표는 자기 규제 매커니즘으로써 작용하는 능력을 가지기 때문에 목표는 관리자들에게 중요한 도구이다.
개인의 과업수행에 영향을 줄 수 있는 목표설정의 4가지 매커니즘은 다음과 같다.
1. 목표는 목표 관련 활동에 집중하게 하고 관련 없는 활동과는 멀어지게 한다.
2. 목표는 에너자이저(energizer)로써의 역할을 한다. 높은 목표는 더 뛰어난 노력을 이끌어내지만 낮은 목표는 더 낮은 노력을 유발한다.
3. 목표는 지속성에 영향을 끼친다. 자원(resource)에 관한 제약들은 과업 속도에 영향을 준다.
4. 목표는 직원들이 상황에 대처할 수 있도록 도움을 주는 지식과 전략을 활성화 시킨다.

## MBO와의 연계
MBO는 1954년 Peter F. Drucker에 의하여 이론적 기초가 처음 제시되었고，관리를 의도적인 것으로 보고 목표의 달성 즉 성취결과를 강조하면서 모든 경영활동 분야에서 반드시 목표가 설정되어야 한다는　주장을　하였으며，MBO를 조직전체의 목표달성을 위해 각 직무를 지휘하는 과정이라고 정의하고 전략적인 측면을 강조하며 구체적이고 도전감을 유발하며 직무담당자에 의해 수락되고 피드백이 있는 목표를 설정하고 이를 주축으로 관리를 해나가는 현대적 관리기법을 MBO제도라고 정의하였다．학자에　따라 목표관리제를 성과관리, 동기부여, 경쟁을 통한 생산성 향상, 전략적 계획과 직원만족, 시스템 관리 등 여러 가지 초점을 바탕으로 다양하게 정의하고 있다. 따라서 MBO를 포괄적으로 정의하면 조직을 보다 체계적으로 관리 하고자 하는 접근 방법 (systematic management approach of organization) 이라고 할 수 있다. 일반적으로 MBO는 계획과 통제의 과정이면서 직원들의 자발적인 조직몰입을 유도하는 참여과정이라고 할 수 있다. 그리고 결과 성취를 추구하는 업무평가체제이면서 조직전략체제이기도 하다. 이는 기업목표와 개인목표를 합치시키고, 조직구성원의 근로의욕 향상을 꾀하며, 나아가서 기업의 목표달성에 이바지할 수 있도록 하려는 것이다. 이 경우 관리자는 명령하지 않으며, 종업원의 자주적 결정에 필요한 정보를 제공하고 종업원 상호간의 조정만을 관리하며, 결과성취에 초점을 두는 결과중심(result-oriented)의 관리체계라고 할 수 있다.
MBO는 통제라는 전통적 관리기법 외에 개인직무와 조직목표를 연계하여 참여와 노력을 유도하는 요소가 내재되어 있다. 그런 맥락에서 MBO의 장점으로는 조직의 민주화 추구, 직원의 사기와 만족감 제고, 조직 운영에서 애매한 것의 제거, 자율적 책임을 통한 팀워크 강화, 신속한 문제발견과 보완 등을 들 수 있다. MBO는 인간의 행위가 합리적이라는 가정에 바탕을 두고 있으며 참여적 관리 결과 지향적 목표의 설정, 조직운영 구성 요소간의 상호의존성, 최종결과 평가 및 환류 과정 반영 등의 성격을 갖고 있다.
오늘날 선진국 기업에서 널리 실시되고 있는 MBO는　미국의 경우 1950년대 처음 도입되기 시작하여　1960년대부터는 급속히 확산되었으며 1970년대 중반부터 80% 이상의 기업에서 MBO를 시행하기에 이르렀고 현재는 90%의 기업들이 실시하고 있다 한편 영국, 캐나다, 독일, 프랑스, 이탈리아, 브라질, 멕시코인도 등에서도 널리 사용되고 있으며, 일본의 경우 1970년대 석유파동 이후에 60%이상의 기업들이 도입하고 있다. 이렇게 선진 기업들이 MBO를 도입하여 실시하고 있는 이유는 MBO가 지닌 관리도구로서의 우수성과 기업이 직면하고 있는 환경변화에 대처하기 위한 수단이 되기 때문이다.
MBO의 특징은 다음과 같다.은
1. 조직구성원 서로에 의한 목표설정
2. 목표달성을 위해 각자의 책임범위를 정하고, 그 범위 내에서 각자의 행동의 자유를 인정
3. 실적을 체크
4. 공헌의 정도에 따라 평가

따라서 MBO의 개념은 목표설정뿐만 아니라 현실적인 활동계획의 실적 달성의 체계적인 측정을 요구하며, 목표달성도의 평가를 요구한다.

## 같이 보기
- 의사 (법)
- 보수 (고용)
- 범이론적 행동변화단계 모형